# Huttujärvi
Huttujärvi är en sjö i Finland. Den ligger i kommunen Pelkosenniemi i landskapet Lappland, i den norra delen av landet, 800 km norr om huvudstaden Helsingfors. Huttujärvi ligger 253,5 meter över havet. Den är 6 meter djup. Arean är 54,6 hektar och strandlinjen är 3,42 kilometer lång. Sjön  ingår i Kemi älvs huvudavrinningsområde.  Den sträcker sig 1,5 kilometer i nord-sydlig riktning, och 1,1 kilometer i öst-västlig riktning.